# عجينة الحجر

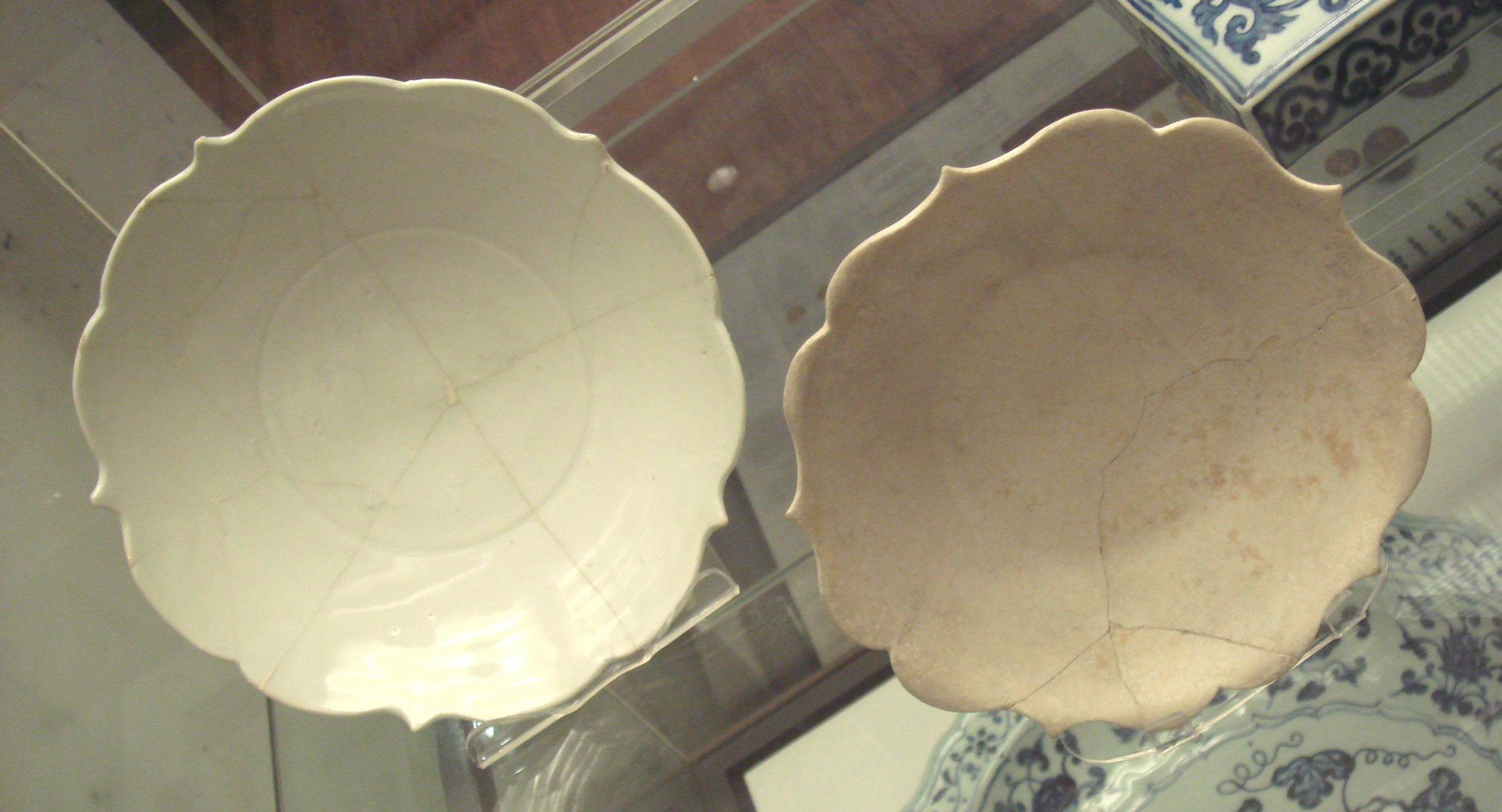
'طبق خزفي صيني (يسار)، القرن التاسع، تم التنقيب عنه في إيران، صحن فريت مصنوع في إيران (يمين)، القرن الثاني عشر (المتحف البريطاني)

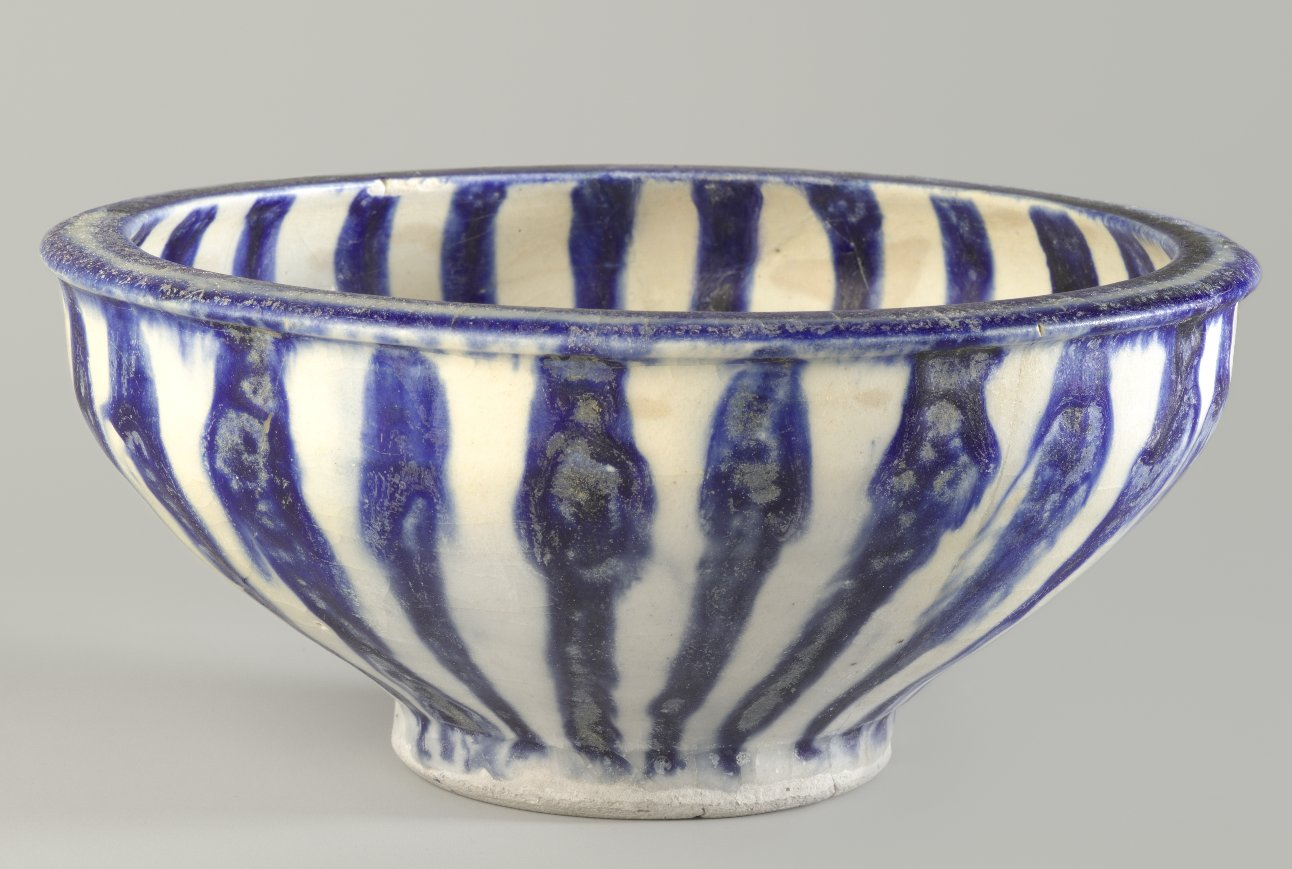
وعاء أزرق وأبيض بتصميم نصف قطري، القرن الثالث عشر، إيران (متحف بروكلين)

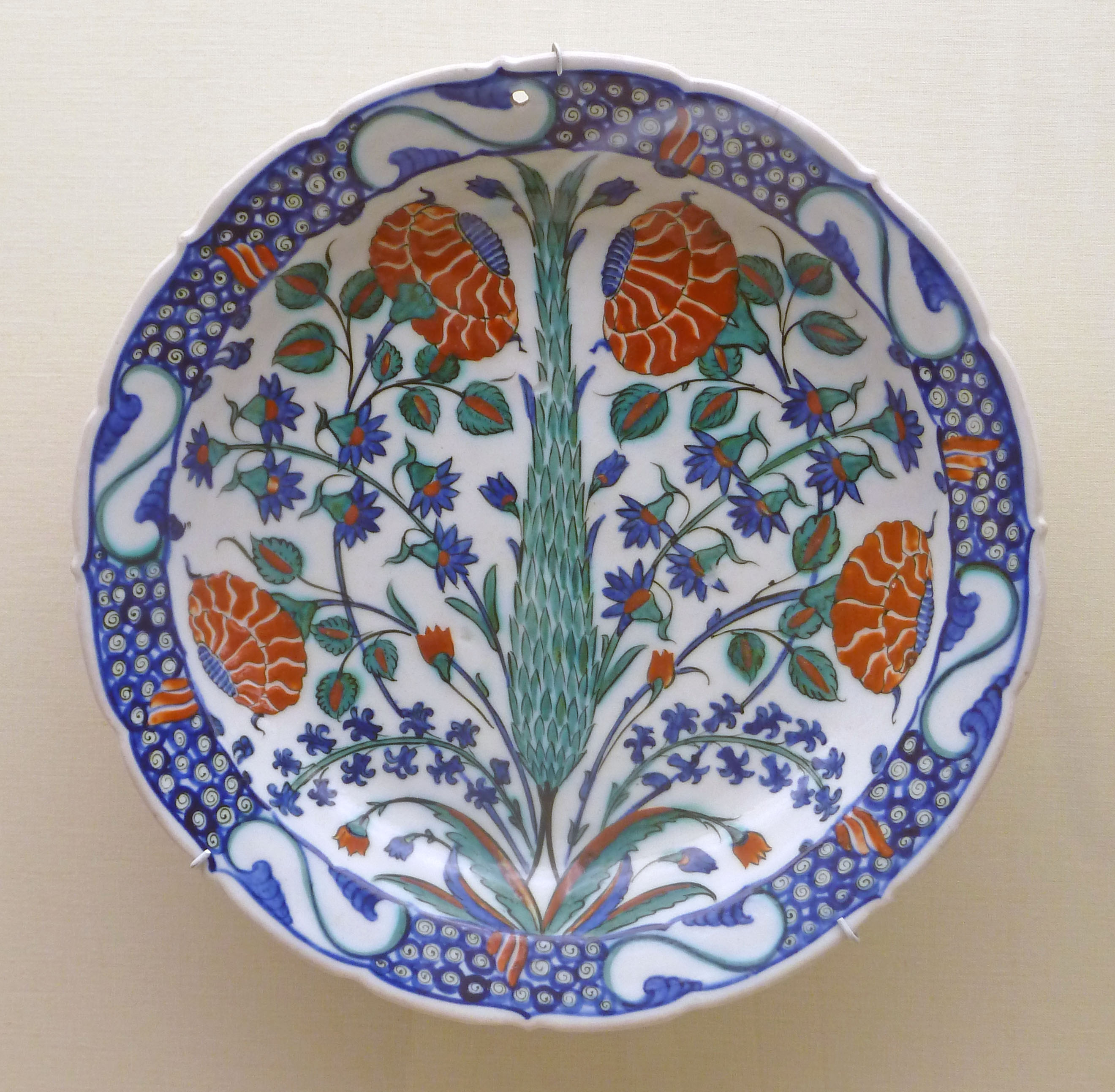
صحن بزخرفة شجر السرو، 1570-1575، إزنيك (متحف كالوست غولبنكيان)

أواني الفريت، المعروفة أيضاً باسم عجينة الحجر، هي نوع من الفخار يتم فيه إضافة مزيج التزجيج (الزجاج المطحون) إلى الصلصال لتقليل درجة حرارة الانصهار. قد يشتمل الخليط على كوارتز أو مادة سيليسية أخرى. يمكن إضافة مركب عضوي مثل الصمغ أو الغراء للربط. يمكن حرق الخليط الناتج عند درجة حرارة أقل من الطين وحده. ثم يتم وضع طبقة زجاجية على السطح لتقوية الجسم.
تم اختراع أواني الفريت لإعطاء جسم أبيض قوي، مما سمح لها، جنباً إلى جنب مع تزجيج السطح بالقصدير، بتقريب نتيجة الخزف الصيني. لم يتم تصنيع الخزف الحقيقي في العالم الإسلامي حتى العصر الحديث، وكان معظم الفخار الإسلامي الفاخر مصنوعاً من الفريت. كان الفريت أيضاً مكوناً مهماً في بعض البورسلين الأوروبي المبكر.

## التركيب والتقنيات
تم اختراع فريت في العالم الإسلامي في العصور الوسطى لإعطاء جسم أبيض قوي، مما سمح له، جنباً إلى جنب مع التزجيج بالقصدير، بتقريب اللون الأبيض والشفافية والجدران الرقيقة للخزف الصيني. لم يتم تصنيع الخزف الحقيقي في العالم الإسلامي حتى العصر الحديث، وكان معظم الفخار الإسلامي الفاخر مصنوعاً من الفريت. كان الفريت أيضاً مكوناً مهماً في بعض البورسلين الأوروبي المبكر.
على الرغم من أن مراكز إنتاجها قد تغيرت مع مرور الوقت والقوة الإمبريالية، إلا أن أدوات الفريت ظلت قيد الاستخدام المستمر في جميع أنحاء العالم الإسلامي مع القليل من الابتكارات المهمة. تم استخدام هذه التقنية لإنشاء العديد من التقاليد الفنية المهمة الأخرى مثل الخزف المصقول، وأدوات الرقة، والفخار الإزنيقي.

## تاريخ
فريت عبارة عن سيليكا مطحونة تستخدم في صناعة السيراميك. غالباً ما يُطلق على الفخار المُنتَج من صناعة مزيج التزجيج «فريت» ولكن تمت الإشارة إليه أيضاً باسم «معجون الحجارة» و «القيشاني» من بين أسماء أخرى. كانت الأواني الفريتية مبتكرة لأن التزجيج وجسم القطعة الخزفية كانا مصنوعين من نفس المواد تقريباً مما يسمح لها بالاندماج بشكل أفضل وأقل عرضة للتقشر ويمكن أيضاً إطلاقها عند درجة حرارة منخفضة. لم تكن هذه التقاليد الخاصة بدرجات حرارة إطلاق النار المنخفضة غير شائعة في جميع أنحاء الشرق الأوسط وآسيا الوسطى، مع وجود أمثلة على التقنية التي يرجع تاريخها إلى القرن الحادي عشر. قبل الميلاد عندما يكون قد تم تطويره.

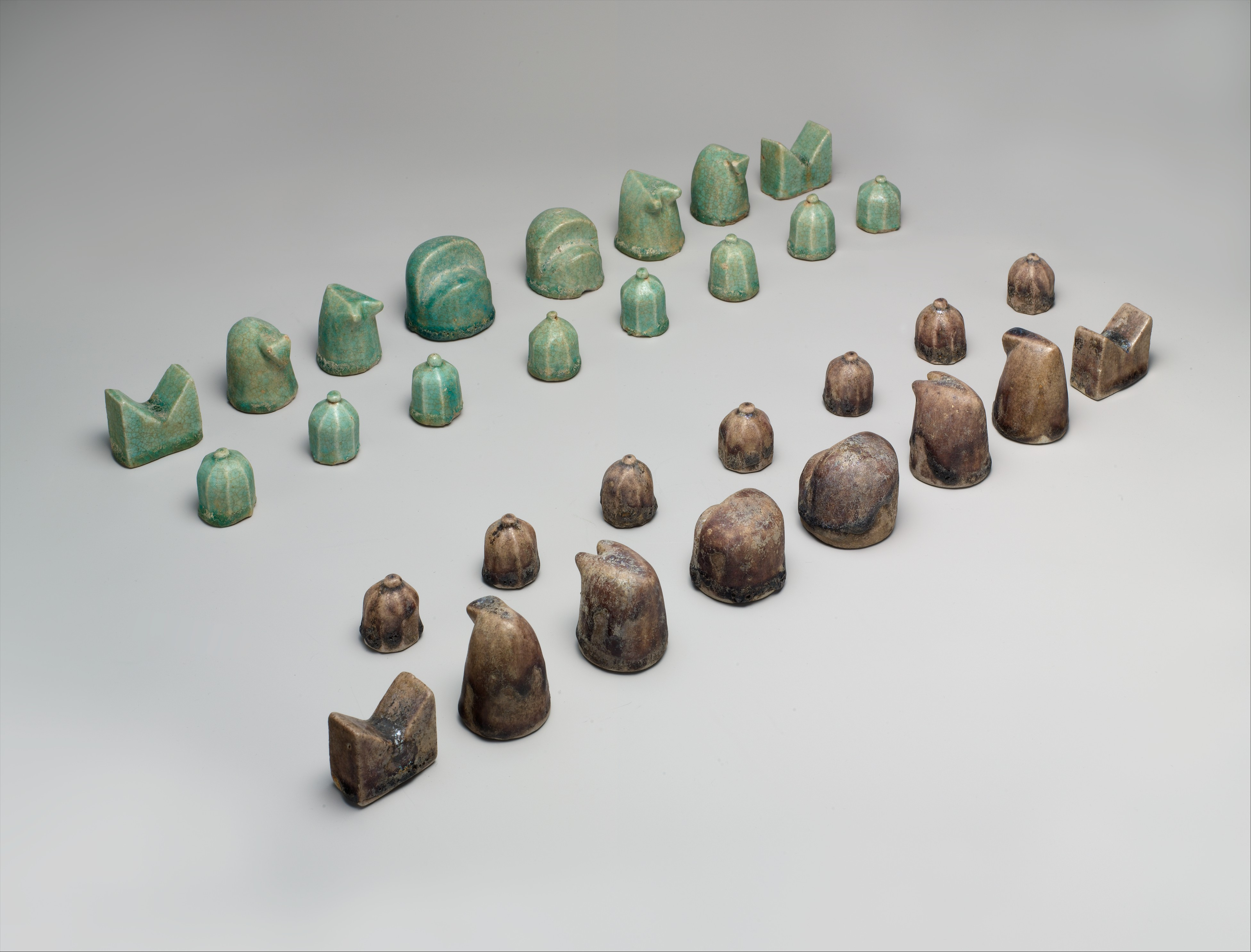
مجموعة شطرنج مصنوعة من فريت مزجج من القرن الثاني عشر، فخار نيشابور، إيران. متحف متروبوليتان للفنون

بدأ تصنيع الأواني الفريت في العراق في القرن التاسع الميلادي في ظل الخلافة العباسية،  ومع تأسيس سامراء كعاصمة لها عام ٨٣٦، هناك أدلة كثيرة على الخزف في بلاط العباسيين في سامراء وبغداد. مجموعة من القرن التاسع من «معجون حجري بدائي» من بغداد تحتوي على «شظايا زجاجية» في نسيجها. الزجاج عبارة عن سيليكا قلوي-جير - رصاص - سيليكا، وعندما يتم حرق العجينة أو تبريدها، تتشكل بلورات ولاستونيت وديوبسيد داخل شظايا الزجاج. يشير عدم وجود «شوائب من الفخار المسحوق» إلى أن هذه الشظايا لم تأت من التزجيج. كان سبب إضافتهم هو إطلاق القلويات في المصفوفة عند إطلاق النار، الأمر الذي من شأنه «تسريع التزجيج عند درجة حرارة إطلاق منخفضة نسبياً، وبالتالي زيادة صلابة وكثافة الجسم [الخزفي].» 
بعد سقوط الخلافة العباسية، انتقلت مراكز التصنيع الرئيسية إلى مصر حيث تم اختراع الفريت الحقيقي بين القرنين العاشر والثاني عشر تحت حكم الفاطميين، ولكن هذه التقنية انتشرت بعد ذلك في جميع أنحاء الشرق الأوسط.

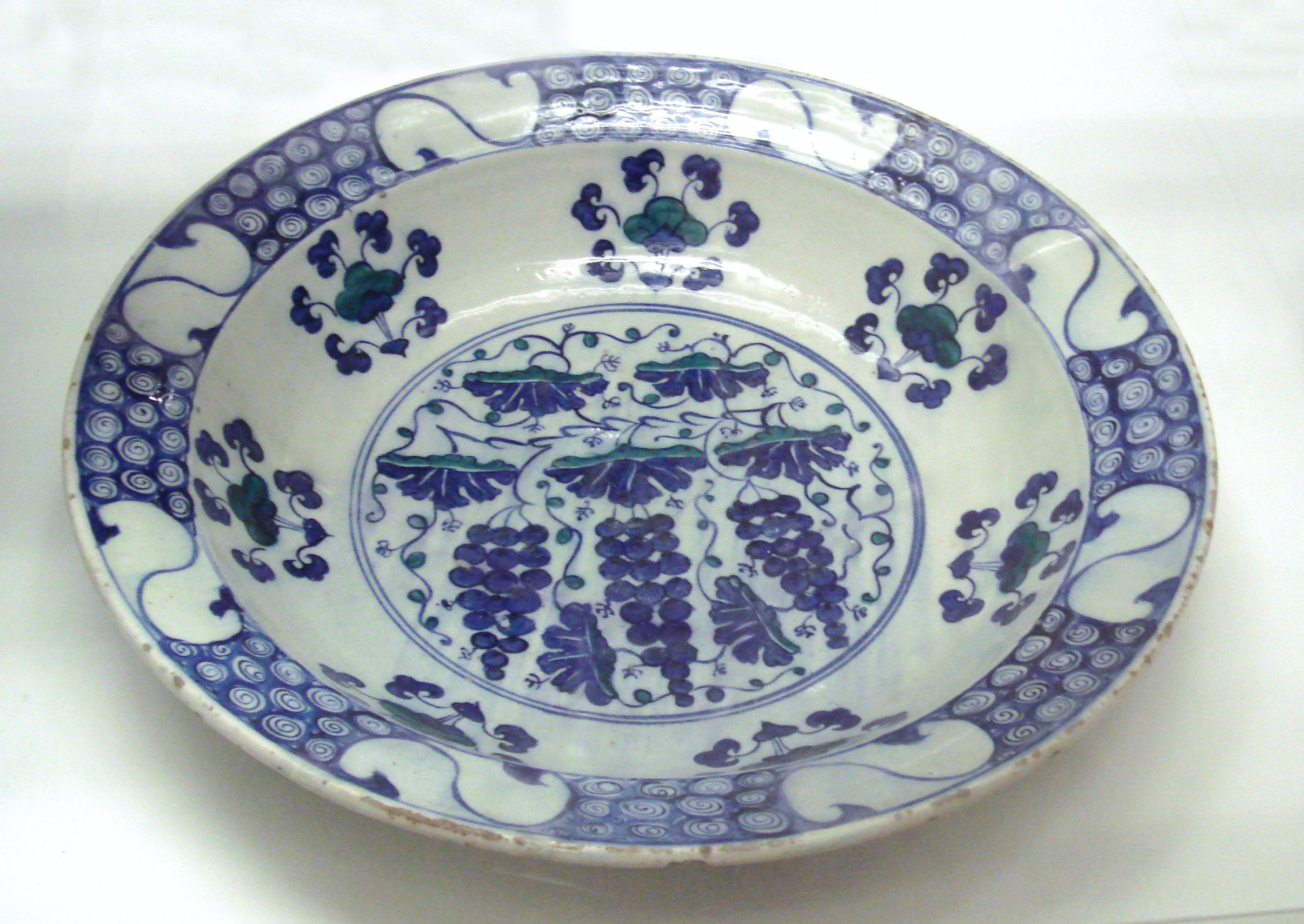
طبق فريت بتصميم عنب، فخار إزنيق، تركيا ، 1550-1570 (المتحف البريطاني)

هناك العديد من الاختلافات في التصميمات واللون والتركيب، يُعزى آخرها غالباً إلى الاختلافات في التركيبات المعدنية للتربة والصخور المستخدمة في إنتاج الفريت. كانت أجسام الخزف المصنوع من الفريت دائماً رقيقة جداً لتقليد نظائرها من البورسلين في الصين، وهي ممارسة لم تكن شائعة قبل اكتشاف تقنية التزجيج التي أنتجت خزفيات أقوى. في القرن الثالث عشر، كانت مدينة كاشان في إيران مركزاً مهماً لإنتاج أواني الفريت. كتب أبو القاسم، الذي جاء من عائلة من صانعي البلاط في المدينة، رسالة في عام 1301 عن الأحجار الكريمة تضمنت فصلاً عن صناعة الفريت. حددت وصفته جسم فريت يحتوي على مزيج من 10 أجزاء من السيليكا إلى جزء من مزيج الزجاج و١ جزء من الطين. تم تحضير مزيج التزجيج عن طريق خلط مسحوق الكوارتز مع الصودا التي تعمل كتدفق. ثم يسخن الخليط في فرن. كان التداول الداخلي للفخار في العالم الإسلامي منذ أيامه الأولى شائعاً جداً، مع ظهور حركة الأفكار المتعلقة بالفخار دون وجودهم المادي في مناطق معينة بسهولة. أثر انتقال الفريت إلى الصين - التي دفع احتكارها لإنتاج الخزف العالم الإسلامي إلى إنتاج الأواني الفريتية في البداية - على زخرفة الخزف الصيني، واستنباط اللون الأزرق الكوبالت المميز من التقاليد الإسلامية للزخرفة المصنوعة من الفريت. من المحتمل أن يكون نقل هذه الفكرة الفنية نتيجة لتعزيز العلاقات والعلاقات التجارية بين الشرق الأوسط والشرق الأدنى والشرق الأقصى في ظل حكم المغول بداية من القرن الثالث عشر. احتكر الشرق الأوسط والأدنى في البداية لون الكوبالت بسبب ثرائه في خام الكوبالت، والذي كان وفيراً بشكل خاص في قمسار وأناراك في بلاد فارس.
تم إنتاج فخار إزنيق في تركيا العثمانية بداية من الربع الأخير من القرن الخامس عشر الميلادي. وهو يتألف من هيكل، ومنزلقة، وطلاء زجاجي، حيث يكون الهيكل والطلاء الزجاجي من نوع «الكوارتز- فريت». «فريتس» في كلتا الحالتين «غير مألوف من حيث أنها تحتوي على أكسيد الرصاص وكذلك الصودا»؛ يساعد أكسيد الرصاص في تقليل معامل التمدد الحراري للسيراميك. يكشف التحليل المجهري أن المادة التي تم تصنيفها على أنها «فريت» هي «زجاج خلالي» يعمل على ربط جزيئات الكوارتز. تمت إضافة الزجاج على شكل مزيج تزجيج وتشكل الزجاج الخلالي عند الحرق.

## التطبيقات
خدم الفريت مجموعة متنوعة من الأغراض في العالم الإسلامي في العصور الوسطى. كبديل للخزف، تم استخدام تقنية الفريت لصناعة الأواني والمزهريات والأواني كرموز للرفاهية بالإضافة إلى نهايات أكثر عملية. تم استخدامه بالمثل من قبل صانعي البلاط في العصور الوسطى لصنع بلاطات قوية بجسم عديم اللون يوفر قاعدة مناسبة للتزجيج والزخرفة  كما عُرف عن أواني الفريت أنها تُستخدم في صناعة أشياء تتجاوز مجرد الفخار والبلاط. وجد أيضاً أنه استخدم في القرن الثاني عشر لصنع أشياء مثل مجموعات الشطرنج. هناك أيضًا تقليد لاستخدام أدوات فريت لصنع تماثيل معقدة، مع أمثلة باقية من الإمبراطورية السلجوقية.
كما تم استخدام هيكل خزفي في صناعة الخزف اللامع، وهي تقنية تضع طلاء خزفي لامع على الفخار.